# Liste von Persönlichkeiten der Stadt Leverkusen
Die folgende Liste enthält in Leverkusen im ersten Teil geborene Persönlichkeiten, chronologisch aufgelistet nach dem Geburtsjahr. Die Liste erhebt keinen Anspruch auf Vollständigkeit.
Danach folgt die Liste der Ehrenbürger sowie der Persönlichkeiten, die, ohne hier geboren zu sein, in der Stadt gewirkt haben.

## Im heutigen Leverkusen geborene Persönlichkeiten

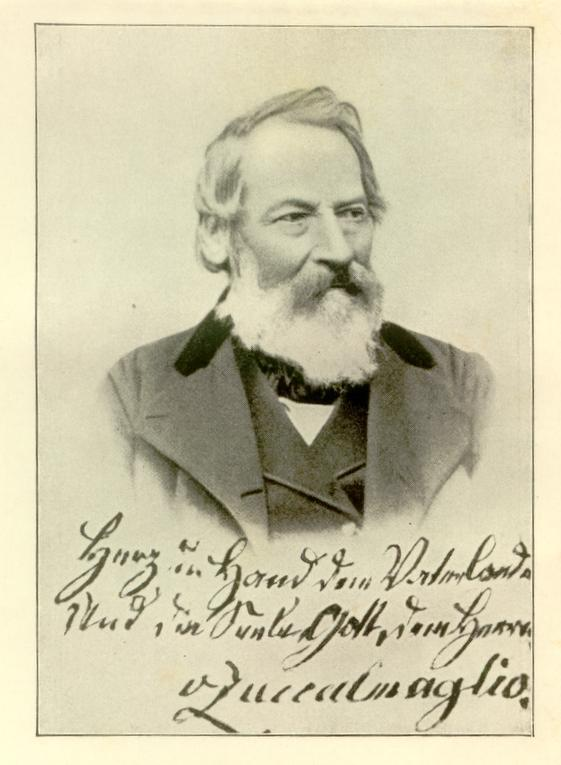
Vinzenz Jakob von Zuccalmaglio, Schriftsteller, geboren in Schlebusch

### Bis 1900
- Bertram Pfeiffer (1797–1872), deutscher Politiker und Bürgermeister von Essen
- Vinzenz Jakob von Zuccalmaglio (1806–1876), Schriftsteller heimatgeschichtlicher, volkswirtschaftlicher und religiöser Literatur
- Wilhelm Heinrich Breidenbach (1833–1923), Landwirt, Gemeindevorsteher von Wiesdorf und Kreistagsabgeordneter
- Heinrich Sürder (1871–1951), Bürgermeister von Schlebusch
- Gottfried Fuchs (1892–1945), Steyler Missionar, Priester und Märtyrer der katholischen Kirche
- Heinrich Kautz (1892–1978), Pädagoge und Schriftsteller
- Hertha Bucher (1898–1960), deutsch-österreichische Keramikerin der Wiener Werkstätte
- August Theodor Wuppermann (1898–1966), deutscher Stahl-Unternehmer

### 1901 bis 1950
- August Seider (1901–1989), Sänger und Opernsänger
- Wilhelm Fucks (1902–1990), Physiker
- Johanna Herzog-Dürck (1902–1991), Psychotherapeutin
- Hein Wimmer (1902–1986), Gold- und Silberschmied und Bildhauer
- Lothar Rohde (1906–1985), Wissenschaftler und Gründer von Rohde & Schwarz Messtechnik
- Franz Esser (1908–1966), Bischof
- Erich Liese (1910–2010), Radiologe
- Bastian Müller (1912–1988), Schriftsteller
- Paul Janes (1912–1987), Fußballnationalspieler
- Kurt Lorenz (1914–1987), Künstler und Karikaturist
- Arno Pagel (1914–2002), Theologe
- Hans Heisel (1922–2012), Widerstandskämpfer
- Mathilde Reich (1923–2019), Künstlerin und Autorin
- Paul Weigmann (1923–2009), Glasmaler und Zeichner
- Günter Böhme (1925–2006), Politiker und Manager
- Jean Pierre Picon (1926–2005), Maler, Grafiker und Bildhauer
- Heinrich Roggendorf (1926–1988), Schriftsteller
- Rolf Umbach (1926–2018), Theologe und Schriftsteller
- Astrid Gehlhoff-Claes (1928–2011), Schriftstellerin
- Günter Ferdinand Ris (1928–2005), Bildhauer
- Wolfgang Hilger (1929–2020), Chemiker und Unternehmensmanager
- Gertraud Middelhauve (1929–2004), Verlegerin
- Wolf Isselhard (1930–1998), Hochschullehrer, Mediziner und Rektor der Universität zu Köln
- Ingeborg Knipper (* 1932), Politikerin
- Manfred Markefka (1932–2012), Soziologe und Hochschullehrer
- Wolf Vostell (1932–1998), Bildhauer, Maler und Happeningkünstler
- Walter Laufenberg (* 1935), Schriftsteller und Blogger
- Dieter Löhr (* 1936), Fechter
- Johannes Brosseder (1937–2014), römisch-katholischer Theologe
- Heinz Höher (1938–2019), Fußballspieler und -trainer
- Waltraud Weiß (* 1939), Dichterin, Autorin und Herausgeberin
- Herbert Bönnen (* 1942), Fußballspieler
- Gerhard Dane (* 1942), römisch-katholischer Geistlicher und Autor
- Wolfgang Pohl (* 1943), Designer, Künstler, Hochschullehrer
- Günter Thelen (* 1943), Bildhauer Bronze und Stein
- York Höller (* 1944), Komponist und Professor für Komposition
- Werner Wenning (* 1946), Vorstandsvorsitzender der Bayer AG
- Paul Hebbel (* 1947), Politiker
- Bernd Schaumann (* 1947), Komponist, Arrangeur, Orchesterleiter, Musiker und Musikpädagoge
- Otto Altenbach (* 1948), Autorennfahrer
- Peter Slodowy (1948–2002), Mathematiker
- Bärbel Dieckmann (* 1949), Politikerin (SPD), ehrenamtliche Präsidentin der Welthungerhilfe
- Christel Hausding (* 1949), Pädagogin, Erziehungswissenschaftlerin und Autorin
- Horst Neumann (* 1949), Gewerkschaftsfunktionär und Manager
- Hans-Dieter Clauser (* 1950), Politiker
- Reinhard Jahn (* 1950), Zell- und Neurobiologe
- Norbert Sauer (* 1950), Filmproduzent

### 1951 bis 1960
- Hans Schneider (1951–2024), Musiker
- Karl-Heinz Dellwo (* 1952), Mitglied der Rote Armee Fraktion (RAF)
- Eckhard Jaschinski (* 1952), katholischer Theologe
- John Michael Bachem (* 1953), Bildhauer und Zeichner
- Wolfgang Berndt (* 1953), Bildender Künstler
- Ulrich Eller (* 1953), Künstler
- Alice Greyer-Wieninger (* 1953), Juristin
- Siegfried Jaschinski (* 1954), Bankmanager
- Wilfried Schmickler (* 1954), Kabarettist
- Thomas Steinfeld (* 1954), Journalist und Schriftsteller
- Michael Maerker (1955–2005), Bildhauer
- Thomas Grünfeld (* 1956), Bildhauer und Hochschullehrer
- Friederike Kretzen (* 1956), Schriftstellerin
- Monika Schmitz-Emans (* 1956), Komparatistin und Literaturwissenschaftlerin
- Aloys Winterling (* 1956), Althistoriker
- Ute Bönnen (* 1957), Journalistin und Dokumentarfilmregisseurin
- Thomas Gesterkamp (* 1957), Sozial- und Politikwissenschaftler, Journalist und Autor
- Ulrich Giesekus (* 1957), Psychologe, Professor für Psychologie und Counseling
- Klaus Heuser (* 1957), Musiker
- Henning Krautmacher (* 1957), Musiker, Frontmann der Höhner
- Edgar Noske (1957–2013), Autor von historischen und Kriminalromanen
- Uta Schorn (* 1957), Turnerin
- Michael Gustorff (* 1958), Jazzviolinist
- Hans-Gerd Klein (* 1958), Unternehmer, Leichtathlet und Olympiateilnehmer
- Hans-André Stamm (* 1958), Komponist
- Jo Thönes (* 1958), Perkussionist, Jazzschlagzeuger und Komponist
- Jasmin Feige, geborene Fischer (1959–1988), Leichtathletin, Weit- und Hochspringerin
- Heike Göbel (* 1959), Wirtschaftsjournalistin
- Martin Kusch (* 1959), Philosoph und Soziologe
- Bernhard Schütz (* 1959), Theater- und Filmschauspieler
- Margit Hähner (* 1960), Schriftstellerin
- Corinna Margarete Lingnau (* 1960), Feldhockeyspielerin und Olympiateilnehmerin
- Harald Pinger (* 1960), Manager
- Wolfgang Wiechert (* 1960), Professor für Systembiologie

### 1961 bis 1970
- Dietmar Mögenburg (* 1961), Olympiasieger im Hochsprung von 1984
- Henning Ernst Müller (* 1961), Rechtswissenschaftler, Kriminologe und Hochschullehrer
- Odo Rumpf (* 1961), Künstler
- Uli T. Swidler (* 1961), Roman- und Drehbuchautor
- Maren Gottschalk (* 1962), Autorin, Historikerin und Journalistin
- Isabel Hund (* 1962), Schachmeisterin
- Sabine Kämper (* 1962), Schauspielerin und Moderatorin
- Andreas Külzer (* 1962), Historiker
- Doris Prilop (* 1962), Schauspielerin
- Michael Rische (* 1962), klassischer Pianist und Hochschullehrer
- Christian Schliemann (* 1962), Feldhockeytorhüter
- Bernd Hoffmann (* 1963), Fußball-Funktionär
- Iris Kolhoff-Kahl (1963–2025), Pädagogin, Fachdidaktikerin und Hochschullehrerin
- Andreas Rettig (* 1963), Fußballfunktionär
- Gunther Behnke (* 1963), Basketballspieler
- Detlef Schrempf (* 1963), Basketballspieler in der NBA
- Christoph Nonn (* 1964), Historiker
- Martin Werding (* 1964), Hochschullehrer
- Heike Zimmermann-Timm (* 1964), Biologin
- Ina Beyermann (* 1965), Schwimmerin
- Claus Fischer (* 1965), Bandmusiker bei Anke Engelke und Harald Schmidt
- Dirk Heinrichs (* 1965), Schauspieler
- Christoph Kugelmeier (* 1965), Altphilologe
- Bernd Dreher (* 1966), Fußballspieler und Torwarttrainer
- Stefan Esser (* 1966), Komponist, Musiker und Pädagoge
- Michael Hoppe (* 1966), Domorganist und Hochschullehrer
- Bernd Lichtenberg (* 1966), Drehbuchautor
- Peter Liehr (1966–2016), Autor und Übersetzer
- Jörg Ritter (* 1966), Kulturmanager, Chorleiter und Universitätsmusikdirektor
- Britta Siegers (* 1966), Behindertensportlerin
- Bernhard Günther (* 1967), Manager
- Sonja Hegasy (* 1967), Islamwissenschaftlerin
- Annette Langen (* 1967), Kinderbuchautorin
- Wolfgang Löhr (* 1968), Musiker, Verleger und Autor
- Clauß Peter Sajak (* 1967), römisch-katholischer Theologe und Hochschullehrer
- Linda Budinger (* 1968), Schriftstellerin
- Karin-Simone Fuhs (* 1968), Designerin und Hochschullehrerin
- Oliver Grajewski (* 1968), Comiczeichner, bildender Künstler und Illustrator
- Roland Jankowsky (* 1968), Schauspieler
- Michael Gudo (* 1969), Geologe und Paläontologe
- Frank Baum (* 1970), Basketballspieler und -trainer

### 1971  bis 1980
- Boris Pietsch (* 1971), Schauspieler
- Christian Reimering (* 1971), Poolbillardspieler
- Frank Überall (* 1971), Politologe, Journalist und Autor
- Florian Kunz (* 1972), Feldhockeyspieler
- Silke Lichtenhagen (* 1973), Leichtathletin
- Matthias Benner (* 1974), Filmemacher und Autor
- Ralf Schmitz (* 1974), Comedian
- Oliver Ligneth-Dahm (* 1974), Schriftsteller
- Matthias Benner (* 1974), Filmemacher
- Christian Linker (* 1975), Jugendbuchautor
- Thorsten Leibenath (* 1975), Basketballspieler und -trainer
- Lars Rehmann (* 1975), Tennisspieler
- Tim Stegemann (* 1975), Schauspieler und Theaterpädagoge
- Jörg Bergmeister (* 1976), Rennfahrer
- Daniel Ischdonat (* 1976), Fußballtorhüter
- Lale Nalbant (* 1976), Filmregisseurin, Drehbuchautorin und Schauspiel- und Castingagentin
- Danny Ecker (* 1977), Stabhochspringer, Sohn der zweifachen Olympiasiegerin Heide Ecker-Rosendahl
- Serkan Kaya (* 1977), türkischer Schauspieler und Musicaldarsteller
- Jadran Malkovich (* 1977), Schauspieler
- David Rott (* 1977), Schauspieler
- Cemile Giousouf (* 1978), Politikerin (CDU)
- Uwe Heidschötter (* 1978), Illustrator, Animator, Filmregisseur und Comicautor
- Katharina Lorenz (* 1978), Schauspielerin
- Goran Kovacev (* 1979), Basketballspieler
- Boris Schommers (* 1979), Fußballtrainer
- Felix Sturm (* 1979), Profiboxer
- Markus Esser (* 1980), Hammerwerfer
- Sebastian Prüßmann (* 1980), Koch, mit einem Stern im Guide Michelin ausgezeichnet
- Torsten Schlosser (* 1980), Komiker und Moderator

### 1981 bis 1990
- Thomas Fleßenkämper (* 1981), Klassischer Komponist und Pianist
- Moritz Thimm (* 1981), Basketballspieler
- Maurice Weber (* 1981), Profiboxer
- Maarten Lammens (* 1982), Volleyball- und Beachvolleyballspieler
- Marian Nebelin (* 1982), Historiker
- Joscha Prochno (* 1982), Mathematiker
- André Maczkowiak (* 1983), Fußballtorhüter
- Ioannis Masmanidis (* 1983), Fußballspieler
- David Müller (* 1984), Fußballspieler
- Dominik Reinhardt (* 1984), Fußballspieler
- Tobias M. Walter (* 1984), Schauspieler und Rezitator
- Alexander Holzhammer (* 1985), E-Sportler
- Sascha Dum (* 1986), Fußballspieler
- Lilli Hollunder (* 1986), Schauspielerin
- Michael Hrstka (* 1986), Eishockeyspieler
- Nadine Thal (* 1987), Fußballspielerin
- Birte Thimm (* 1987), Basketballnationalspielerin
- Sven Hartmann (* 1988), Basketballspieler
- David Hohs (* 1988), Fußballtorhüter
- Kristina Gehrmann (* 1989), Illustratorin und Comiczeichnerin
- Bahadir Incilli (* 1989), Fußballspieler
- MCN (* 1989; bürgerlich Norman Ouchen), Sänger
- Sascha Marquet (* 1989), Fußballspieler
- Jennifer Pettke (* 1989), Volleyballspielerin
- Marco von Reeken (* 1989), Immobilienmakler
- Volker Heuken (* 1990), Jazzmusiker
- Marius Theobald (* 1990), Schauspieler

### 1991 bis 2000
- Anna Karthaus (* 1991), Volleyballspielerin
- Julian Riedel (* 1991), Fußballspieler
- Kira Biesenbach (* 1992), Leichtathletin
- Martin Breunig (* 1992), Basketballspieler
- Agit Kabayel (* 1992), Profiboxer
- Dilar Kisikyol (* 1992), Profiboxerin
- Michael Kuczmann (* 1993), Basketballspieler
- André Schnura (* 1993), Saxophonist
- Okan Aydın (* 1994), türkisch-deutscher Fußballspieler
- Julia Lambertz (* 1994), Volleyballspielerin
- Nyke Slawik (* 1994), Politikerin (Bündnis 90/Die Grünen)
- Alexander Molz (* 1995), Laiendarsteller
- Christian Sengfelder (* 1995), Basketballspieler
- Pia Adams (* 1996), Handballspielerin
- Sam James (* 1996), deutsch-britischer Sänger, Rapper, Songwriter und Musikproduzent
- Nina Gurol (* 1997), Pianistin
- Anas Ouahim (* 1997), deutsch-marokkanischer Fußballspieler
- Lukas Stutzke (* 1998), Handballspieler
- Julius Christ (* 1999), Ruderer
- Christián Frýdek (* 1999), tschechischer Fußballspieler
- Kai Klefisch (* 1999), Fußballspieler
- Jette Nietzard (* 1999), Politikerin

### Ab 2001
- Kim Hinkelmann (* 2001), Handballspielerin
- Krišs Helmanis (* 2002), lettischer Basketballspieler
- Joshua Eze (* 2003), Fußballspieler

## Ehrenbürger von Leverkusen

Julius Schnitzler, Fabrikant und Ehrenbürger von Opladen

Die Stadt Leverkusen beziehungsweise deren Vorgängergemeinden haben folgenden Personen das Ehrenbürgerrecht verliehen:
- 1923: Carl Duisberg, Geheimrat (verliehen von Wiesdorf)
- 1933: Robert Ley, Reichsarbeitsführer (jedoch 1945 wieder aberkannt)
- 1999: Menachem Ariav, Bürgermeister von Nazaret Illit und Initiator der Städtepartnerschaft

Ehrenbürger von Opladen
- 1872: Julius Schnitzler, Fabrikant
- 1952: Franz Esser, Bischof von Springbok (Südafrika)

Ehrenbürger von Bergisch Neukirchen
- 1912: Carl Albrecht Römer, Kommerzienrat
- 1933: Friedrich Karl Florian, Gauleiter (jedoch 1946 wieder aberkannt)

## Persönlichkeiten, die in der Stadt gewirkt haben
- Vinzenz Joseph Deycks (1768–1850), Justizrat und Notar, von 1811 bis 1815 Bürgermeister von Opladen; nach ihm sind die Rat-Deycks-Straße und die Rat-Deycks-Schule benannt
- Stephan Josef Krey (1803–1873), Dechant von St. Remigius in Opladen; ihm wurde 1975 die Dechant-Krey-Straße gewidmet
- Rolf Wedewer (1932–2010), Kunsthistoriker, Kurator und Museumsdirektor im Leverkusener Schloß Morsbroich, lebte im Stadtteil Schlebusch
- Gerhard Hund (1932–2024), Mathematiker und Informatiker; lebte von 1961 bis 2007 in Leverkusen
- Kurt Arentz (1934–2014), Bildhauer und Porträtist führender Politiker, Wissenschaftler und Künstler Europas und der USA